# Gamanderbremraap
De gamanderbremraap (Orobanche teucrii) is een overblijvende plant uit de bremraapfamilie.

## Beschrijving
Bloeiperiode van mei tot juni.
De 2 à 3 cm grote bloemen zijn geel tot paarsbruin. De kroonbuis is onderaan en bovenaan gebogen, daartussen recht. De middelste lob van de onderlip is groter dan de zijlobben. De stempel is paars tot bruin. De schutbladen zijn vrijwel even lang als de bloemen. De kelk is ten hoogste 12 mm lang, met de twee kelkhelften in tweeën gespleten. De rechtopstaande stengels zijn gelig. De plant parasiteert op gamander, meestal op echte gamander of berggamander.

## Standplaatsen
De plant komt voor op kalkrotsen of in droog grasland of open lichtrijk bos (thermofiel).

## Verspreiding
De plant komt voor in de bergstreken van Centraal-Europa. Niet in Nederland. In België is de plant zeer zeldzaam in het Maasdistrict en in Lotharingen.